# Yongdam-dong, Jeju
Yongdam-dong (koreanska: 용담동) är en stadsdel i staden Jeju på norra delen av ön Jeju och provinsen Jeju i den södra delen av Sydkorea, 500 km söder om huvudstaden Seoul.  Delar av Jeju International Airport, bland annat terminalbyggnaden, ligger i Yongdam 2-dong.
Administrativt är Yongdam-dong indelat i:
| Namn    | Namn               | Yta i km² | Invånare 31 dec 2018 |
| ------- | ------------------ | --------- | -------------------- |
| 용담1동 | Yongdam 1(il)-dong | 0,61      | 7 610                |
| 용담2동 | Yongdam 2(i)-dong  | 4,94      | 15 673               |